# فهرست تجهیزات رایانه‌ای
- پردازنده
- صفحه کلید
- موشی (موشواره)
- حافظه
- حافظه تنها خواندنی (ROM)
- حافظه دسترسی تصادفی (RAM)
- دیسک نرم(فلاپی‌دیسک)
- دیسک‌گردان (فلاپی‌دیسک درایو]])
- درایو نوری (سیدی رام)
- دیسک سخت (هارد دیسک)
- مادربورد
- مودم
- کارت گرافیک
- کارت صدا
- کارت شبکه باسیم
- کارت شبکه بیسیم
- مودم دی‌اس‌ال
- کارت اسکازی
- کارت‌خوان(کارت ریدر)
- وب‌بین(وب کم)
- بلندگو
- منبع تغذیه رایانه
- نمایشگر(صفحه نمایش)
- چاپگر
- پویشگر(اسکنر)
- حافظه فلش
- کارت تلویزیون و رادیو
- کارت فایر وایر